# Yared (Bible)
Pour les articles homonymes, voir Jared et Yared.
Jared ou Yared (en hébreu יֶרֶד / יָרֶד) est  un personnage de la Genèse (Gn. 5:12-17), classé parmi les patriarches. Il est fils de Mahalalel, et dans le livre des Jubilés, sa mère s'appelle Dinah. Il est le père de Hénoch.
Bien que Yared soit un personnage secondaire dans la Bible hébraïque et l'Ancien Testament, de nombreux Nord-Américains portent son nom. Ils le doivent au Livre de Mormon, qui présente un lointain descendant de ce prophète, nommé lui aussi Yared, comme le fondateur du peuple des Jarédites ou Yarédites qui aurait — toujours selon ce livre — fondé une civilisation sur le continent américain dès la dispersion de Babel.[réf. souhaitée]